# ماریلا جوکوم
ماریلا جوکوم (انگلیسی: Mariela Jácome؛ زادهٔ ۶ مارس ۱۹۹۶) بازیکن فوتبال اهل اکوادور است.
وی همچنین در تیم ملی فوتبال Ecuador بازی کرده‌است.